# Grenada (Califòrnia)
Grenada és una concentració de població designada pel cens dels Estats Units a l'estat de Califòrnia. Segons el cens del 2009 tenia 341 habitants.

## Demografia
Segons el cens del 2000, Grenada tenia 351 habitants, 139 habitatges, i 93 famílies. La densitat de població era de 282,3 habitants/km².
Dels 139 habitatges en un 33,1% hi vivien nens de menys de 18 anys, en un 50,4% hi vivien parelles casades, en un 12,2% dones solteres, i en un 32,4% no eren unitats familiars. En el 25,2% dels habitatges hi vivien persones soles el 13,7% de les quals corresponia a persones de 65 anys o més que vivien soles. El nombre mitjà de persones vivint en cada habitatge era de 2,49 i el nombre mitjà de persones que vivien en cada família era de 2,99.
Per edats la població es repartia de la següent manera: un 27,4% tenia menys de 18 anys, un 5,1% entre 18 i 24, un 23,4% entre 25 i 44, un 28,2% de 45 a 60 i un 16% 65 anys o més.
L'edat mediana era de 40 anys. Per cada 100 dones de 18 o més anys hi havia 99,2 homes.
La renda mediana per habitatge era de 27.813 $ i la renda mediana per família de 30.833 $. Els homes tenien una renda mediana de 35.250 $ mentre que les dones 20.750 $. La renda per capita de la població era de 12.601 $. Entorn del 24,5% de les famílies i el 24,4% de la població estaven per davall del llindar de pobresa.

## Poblacions més properes
El següent diagrama mostra les poblacions més properes.